# Boris Szulzinger
Boris Szulzinger (* 20. September 1945 in Ixelles/Elsene, Belgien) ist ein belgischer Filmregisseur und Produzent. In der Filmbranche ist Szulzinger  auch unter dem Pseudonym Michael B. Sanders tätig.

## Werk und Tätigkeiten in der Filmbranche
Erste größere Bekanntheit erlangte Szulzinger mit den Zeichentrickfilmen, die er in den 1970er und 1980er Jahren gemeinsam mit dem Regisseur Picha schuf. Mit ihren drei Filmen erregten Szulzinger und Picha weltweite Aufmerksamkeit und konnten allein in Deutschland Millionen Kinobesucher verzeichnen.
Der Film The Lonely Killers wurde von Belgien als Bester fremdsprachiger Film für die 45. Academy Awards vorgeschlagen, jedoch nicht nominiert. Der Film Raoni mit Marlon Brando wurde bei der Oscarverleihung 1979 in der Kategorie Bester Dokumentarfilm nominiert.
Für seinen Film Mama Dracula konnte Szulzinger die Oscarpreisträgerin Louise Fletcher verpflichten. Für die englische Synchronisation des gemeinsam mit 20th Century Fox produzierten Films Schande des Dschungels (Shame of the Jungle) konnte Szulzinger unter anderem Johnny Weißmüller Jr. und Bill Murray gewinnen.
Neben seiner Arbeit als Produzent und Regisseur gründete Szulzinger Comedia, eine Gesellschaft, die sich für Schutz geistigen Eigentums starkmacht  und Lizenzgebühren von Filmen und Fernsehproduktionen überwacht, um die Gewinne der Produktionsfirmen und Autoren zu maximieren. Hierzu gehört auch die tägliche Beobachtung der Sendungen von 200 verschiedensprachigen TV-Programmen in Europa. Szulzinger ist auch Geschäftsführer der 1999 gegründeten ScreenExchange Ltd. Durch seine Arbeit wurde Szulzinger in der Branche zum Experten in Finanzierungsangelegenheiten.

## Filmografie
- 1969: Nathalie après l'amour (Produzent als  Michael B. Sanders)
- 1970: Wollüstige Körper (Regie als Michael B. Sanders)
- 1972: The Lonely Killers (Les tueurs fous), Drehbuch, Regisseur und Produzent
- 1975: Tarzoon: Schande des Dschungels (Tarzoon, la honte de la jungle), Produktion, Drehbuch und Regie gemeinsam mit Picha
- 1978: Raoni, ein Dokumentarfilm (als Produzent. Regie: Jean-Pierre Dutilleux und Luiz Carlos Saldanha)
- 1980: O – Das fehlende Glied (Le Chainon manquant), Produzent. Regie: Picha
- 1980: Mama Dracula (Produktion, Regie und Drehbuch)
- 1982: King's Nightmare, eine Dokumentation (als Produzent)
- 1982: Locked Sultan, eine Dokumentation (als Produzent)
- 1982: Lords of the Himalayas, eine Dokumentation (als Produzent)
- 1982: On the Warpath, eine Dokumentation (als Produzent)
- 1982: Sheikh's Wisdom, eine Dokumentation (als Produzent)
- 1987: Der große Knall (Le Big-Ben), als Produzent und Regie mit Picha